# Филатов, Виктор Васильевич
Ви́ктор Васи́льевич Фила́тов (23 сентября 1918, Москва — 18 декабря 2009, Москва) — русский исследователь и знаток техники и технологии древнерусской живописи, реставратор монументальной и станковой темперной живописи.
Аттестация — художник-реставратор станковой темперной живописи высшей категории (1955). Кандидат искусствоведения, профессор кафедры реставрации и технологии живописи Российской академии живописи, ваяния и зодчества, Заслуженный деятель искусств РФ. Награждён орденами Красной Звезды, Отечественной войны II степени и медалями.
За работу в комиссии по художественному убранству Храма Христа Спасителя Виктор Филатов награждён орденом преподобного Сергия Радонежского III степени. Десятилетие преподавания в Богословском Свято-Тихоновском институте отмечено грамотой. Руководство реставрационными работами по живописи исторических зданий Москвы, а также практическое осуществление этих работ было отмечено в 1993 году дипломом лауреата. Имеет медали в память 800- и 850-летия Москвы.

## Биография
Занимался проблемами технологии и техники древнерусской живописи, проблемами укрепления монументальной живописи, историей и атрибуцией произведений искусства. Работал в институте «Спецпроектреставрация» объединения «Росреставрация» главным художником.
- С 1937 по декабрь 1941 гг. — обучение на художественном факультете Московского текстильного института. Закончил с дипломом художника-технолога по ткацким изделиям.
- С января 1942 г. по октябрь 1945 г. В. В. Филатов — участник Великой Отечественной войны. Награждён орденами «Красной Звезды», «Отечественной войны II степени» и медалями.
- С 1945 — зачислен младшим реставратором в отдел древнерусской живописи Государственной Центральной реставрационной мастерской (ГЦХРМ).
- С начала 1946 г. работал под руководством определенного ему в наставники Н. А. Баранова. После того как коллектив отдела, возглавляемый профессором Н. П. Сычевым, учеником Н. П. Кондакова, был полностью сформирован, сотрудничал с Н. Е. Мнёвой, В.О. Кириковым, Н. А. Барановым, Д.М. Тюлиным, Ф. А. Модоровым — столпами закрытой в 30-е годы ЦГРМ. Усилиями этих людей — при непосредственном участии и сыновей Е. И. Брягина — была создана школа отечественной реставрации.
- С 1948 г.— заведующий Отделом реставрации древнерусской живописи в ГЦХРМ.
- С 1950 по 1960 гг. — зав. отделом реставрации станковой темперной живописи.
- С 1954 по 1974 гг. — Преподавал технологию живописи (русской и западноевропейской) в МГУ.
- 1955 год-. Аттестован художником-реставратором станковой темперной живописи высшей категории.
- 1957 год — участвовал в конференции Международного Совета музеев (МСМ) при ЮНЕСКО в Амстердаме.
- 1958 год — Вместе с В. Н. Лазаревым проводит обследование средневековой живописи и организацию реставрационной работы в Албании
- 1961 год — защитил кандидатскую диссертацию на кафедре искусствоведения МГУ под руководством чл.-корр. АН СССР В. Н. Лазарева по теме «Русская станковая темперная живопись, техника и реставрация».
- 1962 год — проводит обследование средневековой живописи и организацию реставрационной работы в Болгарии.
- 1963 год — вместе с чл.-корр. Академии художеств СССР А. Н. Замошкиным организовал Советский комитет МСМ ЮНЕСКО и участвовал в организации и проведении аналогичной международной конференции ЮНЕСКО в Москве и Ленинграде
- С 1960 по 1974 — зам. директора по науч. части ВЦНИЛКР, проводит три экспедиции по учету иконописи и скульптуры по церквям и костелам Белоруссии и организует реставрацию поступивших в Государственный художественный музей Белоруссии произведений. В 60-е годы по поручению Министерства культуры СССР сопровождает в качестве реставратора выставки произведений советских художников в Венеции, Коломбо, Париже.

позже работал в институте «Спецпроектреставрация» объединения «Росреставрация» главным художником.
- С 1991 г. — читает курс «История реставрации» при Богословском Свято-Тихоновском институте (СТПБУ).
- С 1992 г. — возглавляет профессиональную подготовку студентов, обучающихся реставрации живописи в Российской академии живописи, ваяния и зодчества.

Являлся членом НМС по охране памятников МК СССР, председателем секции реставраторов в МСМ, членом комиссии Инспекции по охране памятников МК РСФСР, зам. председателя Комиссии по аттестации реставраторов МК СССР, членом Ученых советов ГЦХРМ, ВЦНИЛКР, ГММК, ГИМ. Инициатор создания факультета реставрации живописи в Российской Академии живописи, ваяния и зодчества. Автор учебников, уч. и методических пособий. Параллельно занимался практической реставрационной работой по иконописи и настенной живописи в соборах Москвы, Владимира и Звенигорода, периодически публикуя результаты своих наблюдений и отчеты о реставрации в изданиях Института истории искусств АН СССР и др. Возглавлял комиссии по охране и реставрации памятников России, Москвы и Московской области, а в Троице-Сергиевой лавре вел совместную работу по реставрации иконостаса Андрея Рублева (Троицкий собор) с М. Н. Соколовой (преподобной Юлианией), с которой занимался и реставрационной работой на других объектах. После смерти преподобной Юлиании взял на себя заботы о руководстве её ученицами, посвятившими себя реставрации.
Почти все результаты технологических и исторических исследований В. В. Филатова, а их было около сотни, сопровождаются научными публикациями. Кроме того, издается его учебник по технологии реставрации икон, опубликованы пособия по реставрации настенной фресковой и масляной живописи и пособие для иконописцев «Словарь изографа», а также справочник для иконописцев «Наименования и надписи на иконных изображениях».
На протяжении всей жизни занимался акварельной живописью (пейзаж, портрет). Принимал участие в коллективных выставках и организовал одиннадцать персональных — в Москве и Московской области..
Скончался в Москве 18 декабря 2009 года на 92 году жизни. Отпевание было совершено 20 декабря в храме Рождества Христова в Измайлове. Похоронен на Измайловском кладбище г. Москвы.

## Семья
Шестой ребёнок в семье. Основатель и родоначальник реставрационной династии.
- Отец: Филатов Василий Иванович (1881-05.11.1937)(с 1908 по 1928 гг. был владельцем фабрики жестяных изделий в Москве. После национализации фабрики с 1928 по 1937 гг. занимался изготовлением восковых свечей и прочей церковной утвари. В 1937 году был арестован, судим и расстрелян вместе с группой православных священников на Бутовском полигоне)[3].
- Мать: Митрофанова Агриппина Ивановна (10.07.1890-24.01.1988)
- Супруга: Никитина Мария Павловна (12.08.1921-?)
- Сын: Филатов Сергей Викторович (род. 28 августа 1948 г.) (директор МНРХУ, художник-реставратор высшей квалификации, кандидат искусствоведческих наук, член научно-методического совета при МК РФ.
- Внуки: Филатов Кирилл Сергеевич (р. 05.08.1978)(художник-реставратор, закончил МГХПУ им. С. Г. Строганова). Сотрудник МНРХУ (женат с 2006 года на соученице по МГХПУ им. С. Г. Строганова Пузановой Людмиле)

Филатова Мария Сергеевна (р. 15.10.1971) (замужем за Руденко Андрея Валерьевича (31.01.1974-10.07.2004)
- Правнуки: Руденко Виктория Андреевна (30.03.1995); Филатова Александра Кирилловна(2007)

«…Я не знаю, как это объяснить. С Марией Павловной я познакомился в реставрационной мастерской, потом у нас родился сын, и несмотря на то, что у него было, как у всякого молодого человека, стремление к лёгкой жизни, мы всё-таки сумели „влюбить“ его в реставрацию. Теперь вот и внук пошёл по его стопам. Таким образом, вся семья, всё окружение — со стороны моей жены, Марии Павловны, все действительно потомственные реставраторы и занимаются прикладным искусством. Наши дети росли в среде реставраторов, рядом с людьми, которые любили не только любоваться, но сохранять, починять, штопать ткани и шитьё древнерусское. Они сами воспитывались — и сын, и внук — в этой нашей новой реставрационной среде. Это увлечение вошло в кровь всей нашей семьи. Скажу одно: до того, как поступить во Всероссийский центр, я занимался реставрацией дома начиная с 1938 года. Когда же пришёл на Ордынку в 1945 году по совету Алексея Николаевича Свирина, главного хранителя Третьяковского галереи и преподавателя университета, то помнил его слова: „Витя, туда берут только потомственных, только своих!“ И я действительно пришёл „чужим“. Но своим трудом быстро добился уважения со стороны старших, потомственных реставраторов. Они ко мне отнеслись доброжелательно. Так же и к моей жене, которая поступила в реставрацию через год после меня — её родная тётя была мастерицей сначала по золотошвейному делу, а потом ведущим реставратором по древнерусскому шитью, Мария Павловна развивалась под её руководством, усвоив любовь к редким памятникам. Таким образом нас просто судьба свела — мы стали твёрдой реставрационной семьёй, из которой уже вышло два поколения реставраторов, причём неплохих. Мой сын и мой внук — реставраторы не по зарплате, а по глубине воспитания и понимания, что такое реставрация, что такое история, что такое наша русская культура».

## Учителя и наставники
- Грабарь, Игорь Эммануилович
- Брюсова, Вера Григорьевна
- Баранов, Николай Андреевич
- Свирин, Алексей Николаевич
- Сычёв, Николай Петрович
- Лазарев, Виктор Никитич

## Школа Филатова: ученики и преемники
- Афонин Сергей Павлович
- Быкова, Галина Захаровна
- Виктурина, Мильда Петровна
- Горин, Иван Петрович
- Голейзовский Никита
- Кочик, Ольга Яковлевна
- Ломизе, Иоланда
- Некрасов, Александр Петрович
- Юдина, Елена Павловна
- Ямщиков, Савва Васильевич
- Бородкин, Сергей Михайлович
- Воробьёв, Сергей Петрович
- Фоломешкина Наталья Борисовна
- Цветков Андрей Владимирович
- Яшина Мария Николаевна

## Публикации
статьи
- Особенности техники и состояние Снетогорских фресок // Сообщение Института истории искусств. Вып. 8. Живопись, Скульптура. — М., 1957. — С. 113—122
- Укрепление произведений станковой и темперной живописи // Вопросы реставрации и консервации произведений изобразительного искусства: сб. АХ СССР. — М. 1960. — С. 39-48
- Реставрация неизвестного произведения Симона Ушакова // Памятники культуры. Исследование и реставрация. — Вып. I. — М., 1960. — С. 178—186.
- Икона Петра и Павла Новгородского Софийского собора // Из истории русского и западно-европейского искусства. — М., 1960. — C. 81-102. (в соавт. с Н. Е. Мневой)
- Искусство Цейлона // Искусство. 1960. — № 11. — С. 51-56.
- Изображение сказания о Мамаевом побоище на иконе XVII в. // Труды Отдела древнерусской литературы. — T. XVI. — М.; Л., 1960. — С. 397—408.
- Зачем издали эту книгу? (рецензия на книгу Ж. Вибера «Живопись и ее средства». АХ СССР. М., 1961. 231 с.) // Советская культура. 1961. 15 июня. (в соавт. с М. Ивановым-Чуроновым)
- Подмалевок в картинах Рембрандта // Искусство. 1961. — № 2. — С. 65 — 67.
- Реставрационное дело. Вопросы реставрации // Искусство. 1963. — № 1. — C. 64-65.
- О красках русских художников XVI—XVII веков // Памятники культуры. Исследование и реставрация. — Вып. 4. — М.; Л., 1963. — С. 128—141.
- Об укреплении миниатюр на пергаменте // Памятники культуры. Исследование и реставрация. — Вып. 4. М.; Л., 1963. — C. 149—154.
- Методы и способы раскрытия первоначального слоя древнерусской станковой живописи // Доклады советских специалистов на конференции Комитета по лабораториям музеев и Подкомитета реставрации живописи Международного совета музеев. 16 — 21 сентября 1963 г. / Гос. Эрмитаж. Л., 1963. — С. 53-75.
- Кто такой инок Аарон? // Наука и религия. 1965. — № 9. — С. 67-70.
- Византийская мозаичная икона «Никола» и ее реставрация // Тезисы докладов. VII-я Всесоюзная конференция византинистов в Тбилиси. 13 — 18 декабря 1965 г. — Тбилиси, 1965. — С. 81.
- Икона с изображением сюжетов из истории Русского государства // Труды Отдела древнерусской литературы. — М.—Л., 1966. — Т. 22. — С. 277–293.
- Реставрация живописи // Художник. 1966. — № 6. — С. 62.
- Материалы и принадлежности масляной живописи // Художник. 1967. — № 1. — С. 63-65.
- Петдесет години развитие на консервацията и реставрацията в СССР // Музеи и паменици на културата. София, 1967. — № 3. — С. 39-41.
- К истории техники стенной живописи в России // Древнерусское искусство. Художественная культура Пскова. — М., 1968. — С. 51-84.
- Памяти Е. А. Домбровской // Древнерусское искусство. Художественная культура Пскова. — М., 1968. — C. 224—225.
- Подбор материалов и разработка методов укрепления росписей стен мавзолея Гур-Эмир / совм. с А. В. Ивановой, О. В. Лелековой // Сообщения ВЦНИЛКР. — М., 1968. № 21. — С. 42-54.
- Реставрация портативной мозаики «Св. Николай» // Сообщения ВЦНИЛКР. — M., 1968. — № 21. — С. 76-87.
- Для чего нужно собирать иконы // Культура и жизнь. Таллин, 1968. — № 2. — C. 55-56.
- Иконостас Новгородского Софийского собора // Древнерусское искусство. Художественная культура Новгорода. — М., 1968. — С. 78-82.
- Портативная мозаика «Св. Николай» Киевского музея // Византийский Временник. 1969. — Том 30 (55). — C. 226—232
- Применение физических методов исследования при изучении стенной живописи // Сообщения ВЦНИЛКР. — М., 1969. — № 24-25. — С. 50-58.
- Три века в одной иконе // Наука и религия. 1969. — № 3. — С. 62-65.
- Особенности техники русской стенной живописи XI—XVIII веков // Сообщения ВЦНИЛКР. Приложение IV. — M., 1969. — С. 129—135.
- Техника станковой живописи славянских стран и Румынии // Сообщения ВЦНИЛКР. Приложение IV. — M., 1969. — C. 136—146.
- Реставрация стенной живописи художника Готлиба Вельте // Сообщения ВЦНИЛКР. — М., 1970. — № 26. — С. 177—186.
- Фрагмент фрески церкви Рождества Богородицы в селе Городня // Древнерусское искусство. Художественная культура Москвы и прилежащих к ней княжеств XIV—XVI вв. — М. 1970. — С. 359—364
- Аналитические методы исследования красок монументальной живописи // Сообщения Научно-методического совета по охране памятников культуры Министерства культуры СССР, вып. 6. — M., 1970. — С. 10-19.
- Деликатность, щепетильность, чистота // Наука и религия. 1970. — № 3. — C. 53-54.
- Влияние влажности на состояние стенных росписей // Сообщения Научно-методического совета по охране памятников культуры Министерства культуры СССР, вып. V. — M., 1970. — С. 24-32.
- Рязанская икона «Параскева Пятница» // Советская археология. М., 1971. — № 1. — С. 195—202.
- Фрагменты наружной росписи Успенского собора Киево-Печерской лавры / в соавт. с А. П. Шептюковым // Сообщения ВЦНИЛКР. — М., 1971. — № 27. — C. 202—206.
- Художественно-технические особенности росписи Дмитриевского собора во Владимире // Древнерусское искусство. Художественная культура домонгольской Руси. — М., 1972. — C. 141—161.
- Технико-технологические особенности росписи диаконника Московского Архангельского собора // Сообщения ВЦНИЛКР — М., 1972. — № 28. — С. 174—183.
- Манера живописи и первоначальный колорит росписи в куполе Софии Новгородской // Византия, южные славяне и. Древняя Русь: сб. — М., 1973. — С. 211—215.
- Внутренний декор собора Покрова на рву // Древнерусское искусство. Зарубежные связи. — М., 1975. — С. 354—361.
- Principal stages of the restoration of monumental painting in architectural monuments of the RSFSR // ICOM. Committee for Conservation, 4th Triennial Meeting, Venice, 75/12/11,
- Применение микроскопии к исследованию штукатурок стенных росписей // Художественное наследие. — Вып, 1 (31). — M., 1975. — C. 26-33.
- О материалах укрепления красочного слоя древнерусской монументальной живописи // Художественное наследие. — Вып, 1 (31). — M., 1975. — С. 34-51.
- Recent research of church painting of 1408 in the cathedral of the Assumption at Vladimir in ultra — violet rays // ICOM. Committee for Conservation. 5th Triennial Meeting. Zagreb, 78/15/11.
- Фрагмент стенной живописи в Вальяле // Памятники культуры: Новые открытия. Письменность. Искусство, Археология. — Л., 1980. — С. 198—208.
- Эстетические принципы, приемы и материалы восполнения утрат в стенной живописи и памятниках архитектуры РСФСР (экспресс-информация) // Росреставрация. Вып. 6. — М., 1980. — С. 3-7.
- Утраты в древнерусской стенной живописи, их восполнение и тонирование // Древнерусское искусство. Монументальная живопись XI XVII вв. — М., 1980. — С. 359—369.
- Значение изучения материалов и технологии для уточнения атрибуции произведений монументальной живописи // Древнерусское искусство XV—XVII вв. — M., 1981. — C. 128—130.
- Новые фрагменты стенной живописи Успенского собора в Звенигороде // Древнерусское искусство XV—XVII вв. — M., 1981. — C. 140—142.
- L’attribution du fragment de la peinture murale de 1237 a la cathedral d’Assomption dans la ville de Vladimir // Comite pour la conservation de 1 ICOM. 6ème Reunion triennale, Ottawa, 1981. — P. 10.
- Исследование стенной живописи в Успенском соборе г. Владимира // Художественное наследие. — Вып. 9 (39). — M., 1984. — C. 34-41. (в соавторстве с Л. П. Балыгиной, А. П. Некрасовым)
- О фресках XII века Спасского собора в Полоцке // Русское искусство XI XIII веков. — М.: ГТГ, 1986. — С. 120—126.
- Росписи притворов Владимирского Успенского собора // Древнерусское искусство. Художественная культура Х — первой половины ХIII в. — М., 1988. — С. 156—164.
- Реставрация настенной живописи Успенского собора «на Городке» в Звенигороде. Практика реставрации памятников монументальной живописи // Сб. научных трудов Научно-методического совета по охране памятников культуры Министерства культуры СССР. — M., 1991. — C. 52-64.
- Возвращение церковного имущества нельзя превращать в быстротекущую «очередную» кампанию // Святыни и культура. — М., 1992. — С. 47-49.
- Восстановительные работы в период «антагонизмов» // Научно-технические достижения и передовой опыт в области материально-технического оснащения учреждений культуры. Церковь. Музей. Культура. Проблемы охраны, реставрации и использования памятников церковного искусства и архитектуры: информ сб. / РГБ. Вып. 2. — М., 1993. — С. 45-50
- Особенности иконографии фресок Андрея Рублева в соборе Успения на Городке в Звенигороде // Искусство Древней Руси. Проблемы иконографии: сб. M., 1994. — C. 5-22.
- Назначение синтетических материалов в консервации настенной живописи // Информкультура. Консервация и реставрация памятников истории и культуры. Технологические проблемы реставрации монументальной живописи (экспресс-информация) / РГБ. Вып. 5. — M., 1994. — C. 1−9.
- Подготовка реставраторов, хранителей иконописцев в Православном Свято-Тихоновском Богословском институте // Охраняется государством. III Российская научно-практическая конференция. К 150-летию со дня рождения Н. П. Кондакова. — Вып. 4. Ч. 1. — СПб. 1994. — С. 127—132.
- Описание фресок собора Успения на Городке в Звенигороде (новые открытия) // Древнерусское искусство. Балканы и Русь. — СПб., 1995. — C. 379—410.
- Сказание о явлении Державной иконы Божией Матери. Второе обретение чудотворной Державной иконы Божией Матери: заметки по поводу второго обретения Державной иконы Божией Матери в России // Акафист Державной иконе Пресвятой Богородицы. — M., 1995. — C. 31-47.
- Две иконы второй половины XVII века в церкви Рождества Христова в Москве // Научная конференция «Экспертиза произведений изобразительного искусства»: тезисы докладов / ГТГ. — M., 1995. — C. 53-55.
- О временах простых и грубых // Татьянин день: альманах / Университет Российской академии образования. — M., 1995. — № 3 (23). — С. 4.
- Государев жалованный иконописец Сергей Рошков // Искусство христианского мира. Вып. 1. — М., 1996. — C. 89 — 95.
- Древний праздник Семик и Троицын день // Татьянин день: альманах / Университет Российской академии образования. — М., 1996. — № 2 (25). — С. 1, 8, 9.
- Исихазм во фресках Успенского собора в Звенигороде // Вестник Университета Российской академии образования. — М., 1997. — С. 84-96.
- Главные фрески Успенского собора в Звенигороде // Звенигород за шесть столетий. — М., 1998. — С. 348—360.
- Исследование технико-технологических особенностей стенописи церкви Успения на Городке // Звенигород за шесть столетий. — М., 1998. — C. 372—374.
- Иерусалимская икона Божией Матери семидесятых годов XVII века в Измайлове // Искусство христианского мира. Вып. 2. — М., 1998. — С. 57-63.
- Рождество Христово. Святки — колядки // Татьянин день: альманах / Университет Российской академии образования. — М., 1998. — № 8 (31). — С. 5.
- Вербное Воскресенье // Калейдоскоп. 1998. — № 5 (18). — С. 3.
- Лихо, лихорадки и девять мучеников // Татьянин день: альманах / Университет Российской академии образования. — М., 1999. — № 14 (37). — С. 6.
- Иконопочитатели и иконоборцы // Татьянин день: альманах / Университет Российской академии образования. М., 2000. — № 17 (40). — С. 4 — 5.
- Поклонные кресты во фресках собора Успения на Городке в Звенигороде (попытка богословского истолкования росписи) // Искусство христианского мира. (К 2000-летию Рождества Христова). Вып. 4. — М., 2000. — C. 129—137.
- Иконы XVII—XVIII веков — покровители царей Романовых в храме Рождества Христова в Измайлове // Искусство христианского мира. (К 2000-летию Рождества Христова). Вып. 4. — М., 2000. — C. 190—197.
- Оплечный образ Спаса // Наше наследие. 2001. — № 58. — С. 52-57.
- Памяти государя // Измайлово. 2001. — № 2 (32). — С. 4.
- Благодатное Небо // Измайлово. 2001. — № 3 (33). — С. 3.
- Юноша с соколом на руке // Измайлово. 2001. — № 13 (43). — С. 4.
- Иконописец Василий Фетцов // Искусство христианского мира. — Вып. 6. — М., 2002. — С. 350—353.
- Икона св. Димитрия Солунского — Статьи для БСЭ и БЭ воина-всадника // Искусство христианского мира. Вып. 7. — М., 2003. Белорусской ССР. — C. 295—300.
- Спас Нерукотворный XIV века из-под города Рыбинска // Георгий Карлович Вагнер — ученый, художник, человек: сб. ст. — М., 2006. — С 233—240.

энциклопедические статьи
- Грунт в живописи / в соавт. с А. Зайцевым // БСЭ. — Т. 7. — М., 1972. — С. 1195—1196.
- Живопись // БСЭ. — Т. 9. — М., 1972. — C. 539—551. (в соавторстве с О. Мамонтовой, М. Нейманом)
- Икона // БСЭ. — Т. 10. — М., 1972. — С. 122.
- Клеевая живопись // БСЭ. — Т. 15. — М., 1973. — С. 288—289.
- Консервация // БСЭ. — Т. 13. — М., 1973. — С. 39. (в соавторстве с В. Даркевич)
- Кракелюр в живописи // БСЭ. — Т. 13. — М., 1973. — С. 316.
- Лессировка // БСЭ. — Т. 14. — М., 1973. — C. 241.
- Фреска // БЭ Белорусской ССР. — Т. 10. Минск, 1974. — С. 647—648.
- Масляная живопись // БСЭ. — Т. 15. — М., 1974. — С. 446.
- Мозаика // БСЭ. — Т. 16. — М., 1974. — С. 413.
- Реставрация / в соавт. с Е. Михайловским // БСЭ. — Т. 22. — М., 1975. — С. 46-49.
- Темпера //БСЭ. — Т. 25. — М., 1976. — С. 415.
- Фреска // БСЭ. — Т. 28. — М., 1978. — С. 90.

Книги
- Русская станковая темперная живопись Техника и реставрация. — М., 1961. — 222 с.
- 28. Древнерусская живопись, проблемы ее сохранения и реставрации — М.: Всероссийское общество «Знание», 1969. — 23 с.
- Праздничный ряд Софии Новгородской: Древнейшая часть главного иконостаса Софийского собора. — Л.: Аврора, 1974. — 44 с. — (Публикация одного памятника, № 10).
- Техника древнерусской монументальной живописи — М.: Информцентр по проблемам культуры и искусства, 1976. — 48 с.
- Реставрация станковой темперной живописи: программа для средних художественных заведений по специальности № 2134: реставрация и хранение произведений живописи / в соавт. с Г. А. Рузавиным. — М., 1981. — 31 с.
- Реставрация станковой темперной живописи: учебник для учащихся реставрационных отделений художественных училищ / под общей ред, В. В. Филатова. — М., 1986. — 264 с.
- Реставрация монументальной живописи: программа для средних художественных учебных заведений по специальности № 2134: реставрация и хранение произведений живописи / в соавт. A. M. Егоровым. — М., 1986. — 30 с.
- Реставрация настенной масляной живописи : [Учеб. пособие для высших и сред. учеб. заведений]. — Москва : Изобраз. искусство, 1995. — 147 с., [48] л. — ISBN 5-85200-138-4
- Краткий иконописный иллюстрированный словарь: кн. для учащихся. — Москва : Просвещение, 1996. — 223 с. — ISBN 5-09-006004-5
- Словарь изографа. — Москва : Православный Свято-Тихоновский Богословский институт, 1997. — 287 с. — ISBN 5-7429-00040-6
  - Словарь изографа. («Библиотека клирика»). М., 2000. — 255 с.
- Наименования и надписи на иконных изображениях: справочник для иконописцев. — Москва : Православ. педагогика, печ. 2004. — 349 с. — 1000 экз. — ISBN 5-98571-013-0 (в соавторстве с Ю. Б. Камчатновой)
  - Наименования и надписи на иконных изображениях: Справочник для иконописцев. — М.: ПРО-ПРЕСС, 2006. — 352 с. — ISBN 5-98571-019-X
  - «Наименование и надписи на иконных изображениях: Справочник для иконописцев.» Издание 3-е. — М.: ПРО-ПРЕСС, 2009. — 352 с. ISBN 978-5-89510-052-3
- «Реставрация произведений русской иконописи: учебное пособие для художественных высших и средних специальных учебных заведений» / Под общ. редакцией В. В. Филатова. — М.: ПРО-ПРЕСС, 2007. — 336 с. — ISBN 978-5-89510-044-8
- «Помню много…» (автобиография) — М.: «Северный паломник», 2008. — 416 с. — ISBN 978-5-94431-287-7
- Пятнадцать лет и пятнадцать дней ГЦХРМ. 1945—1961: к 90-летию ВХНРЦ им. И. Э. Грабаря. — Москва : М-Сканрус, 2008. — 308 с. — (ВХНРЦ имени академика И. Э. Грабаря в документах и воспоминаниях). — 500 экз. — ISBN 978-5-91340-019-2